# Vicolo dei Duelli
Il vicolo dei Duelli è una strada privata, a Ferrara, poco conosciuta anche dagli stessi ferraresi, senza indicazioni della via, con un ingresso in via Cortevecchia, dal cancello al n 63, accanto alla chiesa di Santo Stefano, ed un altro dalla piazzetta San Michele che si apre su via del Turco, in corrispondenza della omonima chiesa sconsacrata. Entrambi gli accessi sono muniti di cancelli e vi si transita solo a piedi o con la bicicletta.

## Storia

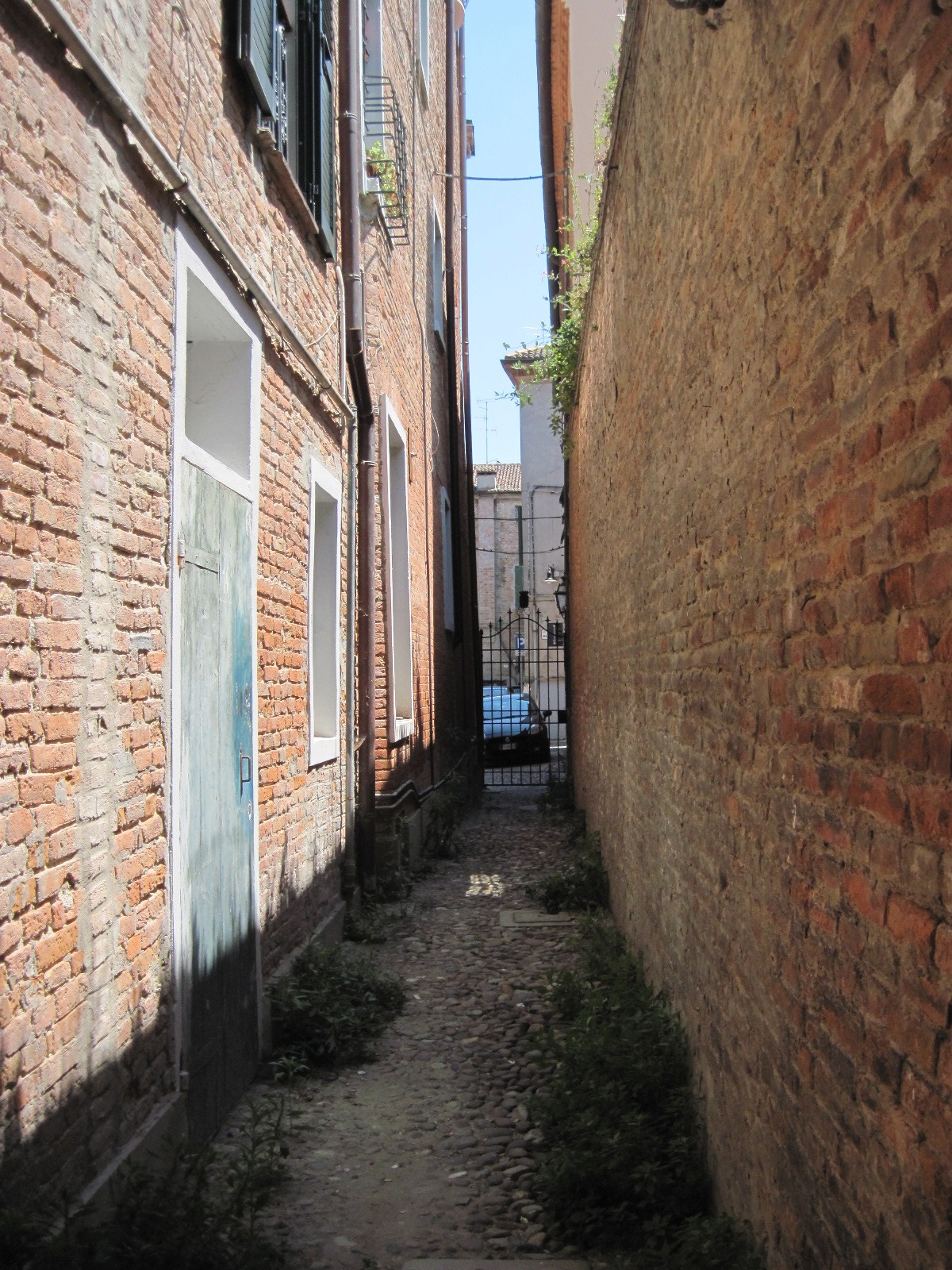
Vicolo dei Duelli, cancello verso via del Turco

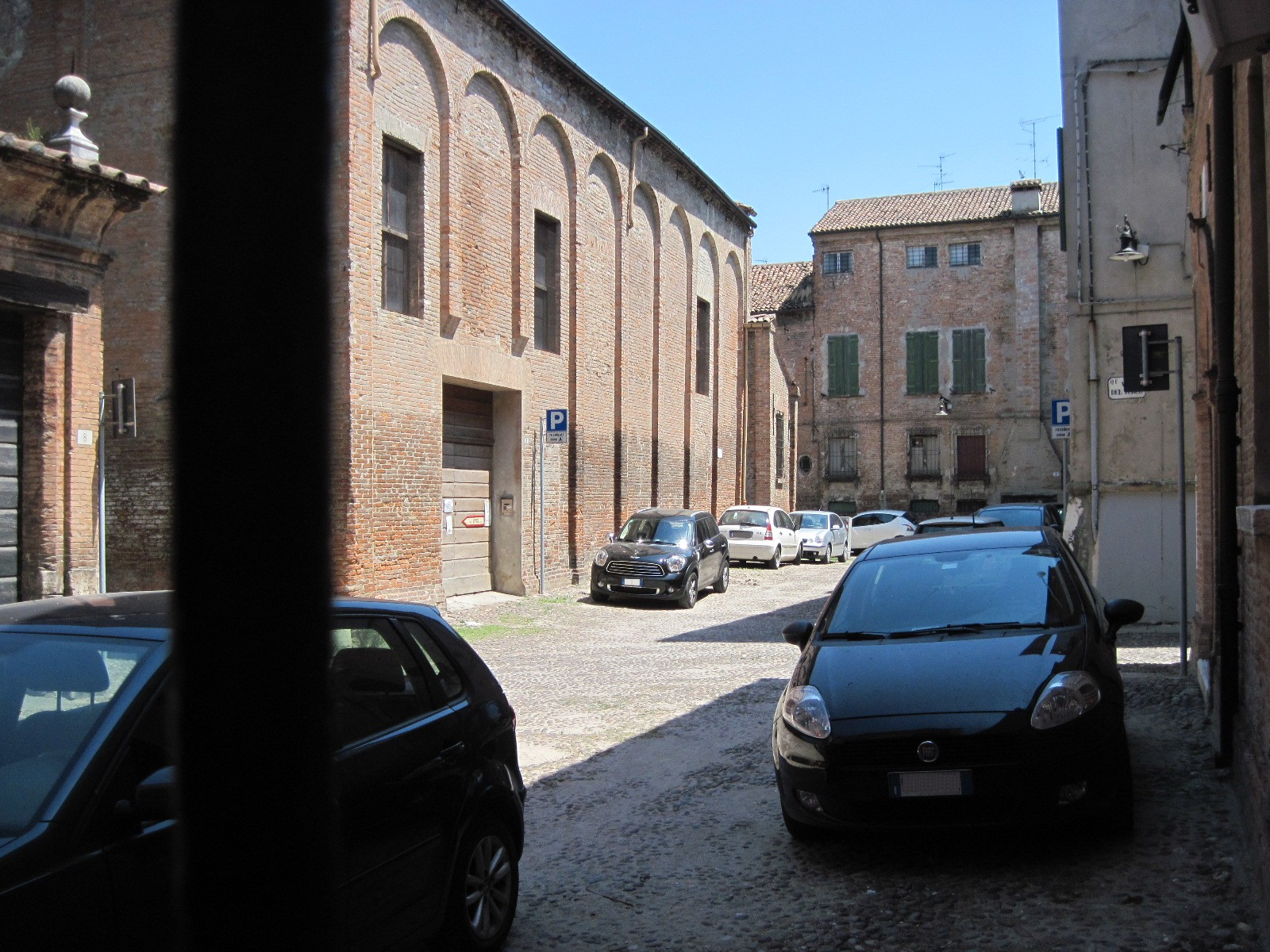
Vicolo dei Duelli - Vista su piazzetta San Michele e via del Turco.

Dal 1755 lo strettissimo vicolo è chiuso alle sue due estremità da cancelli in ferro, e precedentemente, sin dai tempi di Ercole II d'Este, ne era comunque impedito il libero accesso per evitare che in quel luogo continuasse la tradizione di regolare i conti d'onore con un duello.
Gli Estensi avevano tuttavia consentito a lungo che a Ferrara si tenessero duelli, indicando pure il luogo in cui questi avrebbero dovuto avvenire. In alcuni casi, quando si trattava di  nobili o personaggi di rilievo, essi stessi presenziavano allo svolgimento della sfida.
Giorgio de Chirico, che visse diversi anni a Ferrara, nel suo libro di memorie, tra le altre vie cittadine, citò anche il vicolo dei Duelli.

### Il nome
Il vicolo, nei secoli, assunse varie denominazioni.  Venne chiamato "via Fortinpiedi",  alludendo al necessario coraggio ed alla resistenza fisica di chi veniva a duello. Fu a lungo "via del Mulino",  derivandone il nome da un mulino che si trovava nelle vicinanze della Porta di S. Biagio. Uno degli ultimi nomi fu via Potania.

### Un duello storico
Un duello riportato nei documenti storici e ricordato da Gerolamo Melchiorri fu quello che avvenne il 10 ottobre 1364 tra i non meglio descritti Almerico da Meldola e Pietro da Fuligno, che restò morto, ed ebbe torto!. A lungo le vittime dei duelli vennero sepolte di fronte al Vicolo dei Duelli dopo essere state deposte nella piazza davanti alla vicina chiesa di Santo Stefano.